# Campeonato de Moldavia de Ciclismo Contrarreloj
Los Campeonatos de Moldavia de Ciclismo Contrarreloj se organizan anual e ininterrumpidamente desde el año 2000 para determinar el campeón ciclista de Moldavia de cada año, en la modalidad.
El título se otorga al vencedor de una única carrera, en la modalidad de Contrarreloj individual. El vencedor obtiene el derecho a portar un maillot con los colores de la bandera moldava hasta el campeonato del año siguiente, solamente cuando disputa pruebas contrarreloj.

## Palmarés
| Año       | Campeón             | Segundo           | Tercero              |
| 1997      | Ruslan Ivanov       | Igor Bonciucov    | Igor Pugaci          |
| 1998      | Ruslan Ivanov       | Alexei Nazarenco  | Igori Moscalev       |
| 1999      | Igor Pugaci         | Igor Bonciucov    | Artiom Saraev        |
| 2000      | Igor Pugaci         | Igor Bonciucov    | Serghei Smirnov      |
| 2001      | Igor Pugaci         | Ruslan Ivanov     | Igor Bonciucov       |
| 2002-2005 | No se disputó       | No se disputó     | No se disputó        |
| 2007      | Serghei Țvetcov     | Oleg Berdos       | Sergiu Catan         |
| 2008      | Sergiu Cioban       | Victor Mironov    | Serghei Țvetcov      |
| 2009      | Serghei Țvetcov     | Sergiu Catan      | Oleg Berdos          |
| 2010      | Sergiu Cioban       | Serghei Țvetcov   | Mihail Gac           |
| 2011      | Sergiu Cioban       | Eugeniu Cozonac   | Viktor Mironov       |
| 2012      | Sergiu Cioban       | Mihail Gac        | Nicolai Tanovitchi   |
| 2013      | Sergiu Cioban       | Alexandr Braico   | Veaceslav Verciuc    |
| 2014      | Sergiu Cioban       | Cristian Raileanu | Nicolae Tanovitchii  |
| 2015      | Maxim Rusnac        | Andrei Covalciuc  | Cristian Raileanu    |
| 2016      | Maxim Rusnac        | Andrei Vrabii     | Vladislav Zabavsckiy |
| 2017      | Nicolae Tanovitchii | Maxim Rusnac      | Andrei Vrabii        |
| 2018      | Nicolae Tanovitchii | Andrei Vrabii     | Maxim Rusnac         |
| 2019      | Cristian Raileanu   | Andrei Vrabii     | Andrei Covalciuc     |
| 2020      | Cristian Raileanu   | Andrei Covalciuc  | Vladislav Korotas    |
| 2021      | Cristian Raileanu   | Andrei Vrabii     | Arman Garibian       |
| 2022      | Arman Garibian      | Andrei Sobennicov | Andrei Vrabii        |
| 2023      | Ghennadii Morgun    | Andrei Vrabii     | Arman Garibian       |